# Сейдозерит
Сейдозерит (рос. сейдозерит; англ. seidozerite; нім. Seidozerit m) — мінерал, силікат цирконію, титану й натрію острівної будови.
За назвою Сейдозера, Кольський півострів (Й. И. Семенов, М. Е. Казакова, В. И. Симонов, 1958).

## Опис
Хімічна формула:
- 1. За Є. Лазаренком: Na4MnTi(Zr1,5Ti0,5) [(O|F|OH)|Si2O7]2.
- 2. За «Fleischer's Glossary» (2004): (Na, Ca)2(Zr, Ti, Mn)2Si2O7 (O, F)2.

Склад у % (з р-ну Сейдозера): Na2O — 14,55; MnO — 4,22; ZrO2 — 23,14; TiO2 — 13,16; F — 3,56; SiO2 — 31,40; H2O — 0,60. Домішки: Fe2O3 (2,85); CaO (2,80); Al2O3 (1,38); MgO (1,79); FeO (1,06); Nb2O5 (0,60).
Сингонія моноклінна. Утворює віялоподібні зростки, аґреґати з видовжених кристалів, а також сфероліти. Спайність досконала. Густина 3,47. Тв. 4,0 — 5,5. Колір буро-червоний, червонувато-жовтий, коричневий. Напівпрозорий, просвічує червоним кольором. Блиск скляний, сильний. Крихкий. Утворюється з мікрокліном і егірином на ранніх стадіях пегматитового процесу. Зустрічається з апатитом, ільменітом, титан-ловенітом у нефелінових пегматитах. Рідкісний. Знайдений у лужних пегматитах Ловозерського масиву (р-н Сейдозера, Кольський п-ів).

## Різновиди
Розрізняють:
- сейдозерит кальціїстий (різновид сейдозериту, який містить до 9 % CaO).